# Lucius Genucius Clepsina
Lucius Genucius Clepsina war ein römischer Politiker um 270 v. Chr.
Vater und Großvater trugen laut den Konsularfasten den Namen Lucius, weswegen der Konsul von 303, Lucius Genucius Aventinensis, als sein Vater angesehen wird. Er wurde 271 zusammen mit Kaeso Quinctius Claudus zum Konsul gewählt. Er begann wahrscheinlich bereits mit den Operationen gegen die Legio Campana, die abtrünnige Besatzung von Rhegium, die im Folgejahr sein Bruder Gaius Genucius Clepsina als Konsul erfolgreich weiterführte.
Über ihn ist nichts Weiteres bekannt; spätere Genucii führten kein cognomen mehr.